# В̌
В̌ es una letra del alfabeto cirílico.
Es utilizado en las lenguas sugní y wají, donde representa el sonido consonántico aproximante labiovelar sonora /w/.

## Códigos de computación
Siendo una letra relativamente reciente, no está presente en ninguna codificación cirílica legada de los 8-bits, por lo que la letra В̌ no es representada directamente por un carácter precompuesto en Unicode;  tiene que ser compuesto como В+Caron.
| Carácter      | В                          | В                          | в                        | в                        | ̌                | ̌                |
| ------------- | -------------------------- | -------------------------- | ------------------------ | ------------------------ | --------------- | --------------- |
| Unicode       | CYRILLIC CAPITAL LETTER VE | CYRILLIC CAPITAL LETTER VE | CYRILLIC SMALL LETTER VE | CYRILLIC SMALL LETTER VE | COMBINING CARON | COMBINING CARON |
| Codificación  | decimal                    | hex                        | decimal                  | hex                      | decimal         | hex             |
| Unicode       | 1042                       | U+0412                     | 1074                     | U+0432                   | 780             | U+030C          |
| UTF-8         | 208 146                    | D0 92                      | 208 178                  | D0 B2                    | 204 140         | CC 8C           |
| Ref. numérica | &#1042;                    | &#x412;                    | &#1074;                  | &#x432;                  | &#780;          | &#x30C;         |